# Internationaler Missionsrat
Der Internationale Missionsrat (International Missionary Council, IMC) war in den Jahren 1921 bis 1961 eine ökumenische multikonfessionelle Organisation zur weltweiten Verbreitung des christlichen Glaubens. Der Internationale Missionsrat, der aus der Weltmissionskonferenz in Edinburgh 1910 hervorgegangen war, spielte eine wichtige Rolle bei der Förderung der ökumenischen Bewegung und der Gründung des Ökumenischen Rates der Kirchen (ÖRK).

## Geschichte
Der Plan zur Gründung des Internationalen Missionsrates wurde 1910 auf der Weltmissionskonferenz in Edinburgh gefasst. Diese Konferenz richtete einen Fortsetzungsausschuss ein unter Leitung des US-amerikanischen Theologen John Raleigh Mott, dem Friedensnobelpreisträger von 1946, als Vorsitzenden und des schottischen anglikanischen Theologen Joseph Houldsworth Oldham als Sekretär. Unter ihrer Leitung wurde dieser Ausschuss zum Internationalen Missionsrat, der die weltweite Zusammenarbeit der lokalen Missionsgesellschaften stärkte. Die erste Zusammenkunft als Internationaler Missionsrat fand im Jahr 1921 in Lake Mohonk (Bundesstaat New York) statt.
Der Internationale Missionsrat mit Sitzen in London und New York organisierte in der Nachfolge der ersten Weltmissionskonferenz 1910 weitere Weltmissionskonferenzen: 1928 in Jerusalem, 1938 in Tambaram (Indien), 1947 in Whitby (Kanada), 1952 in Willingen (Deutschland), 1958 in Achimota (Ghana) und schließlich 1961 in Neu-Delhi. Der Anteil der Vertreter aus den „Jungen Kirchen“ aus Asien, Afrika und Südamerika stieg von 25 % bei der 2. Konferenz im Jahr 1928 auf 50 % bei der 3. Konferenz im Jahr 1938. 
Der Internationale Missionsrat gründete 1929 das „Committee on the Christian Approach to the Jews“. Im Jahr 1930 wurde ein Büro für soziale und wirtschaftliche Forschung eingerichtet.
Das noch 1910 verfolgte Konzept der Verkündigung des Evangeliums unter den nicht-christlichen Völkern und der Ausbreitung der Werte der „westlichen Zivilisation“ wurde durch den Ersten Weltkrieg erschüttert. Nach dem Schock des Zweiten Weltkriegs wurden 1947 bei der 4. Weltmissionskonferenz die Begriffe „christliche“ und „nicht-christliche“ Länder aufgegeben und unter dem Leitspruch „Partnerschaft im Gehorsam“ ein neues Verständnis für Mission gewonnen. Diese Konferenz setzte sich mit den Veränderungen nach dem Zweiten Weltkrieg auseinander, insbesondere mit der Entstehung neuer Nationalstaaten und dem Streben nach Unabhängigkeit in vielen Ländern des Globalen Südens.
Der Internationale Missionsrat pflegte regen Austausch mit dem 1948 gegründeten Ökumenischen Rat der Kirchen (ÖRK). Auf der 7. Weltmissionskonferenz im Jahr 1961 wurde beschlossen, dass der Internationale Missionsrat als Kommission für die Evangelisation in der ganzen Welt Teil des ÖRK wird.
Das offizielle Publikationsorgan des IMC war das im Jahr 1912 gestartete The International Review of Mission. 100 Jahre nach der der Gründung des Internationalen Missionsrates wurden in diesem Journal folgende Fragen diskutiert, die für diese Organisation wichtig waren:
- Was ist die theologische Grundlage und Rechtfertigung für die christliche Mission gegenüber der gesamten Menschheit?
- Was ist eine christliche Sichtweise von Rasse und Rassengerechtigkeit?
- Inwieweit erfordert die Mission der Kirche ihre sichtbare Einheit?

Und rückblickend wird gefragt:
- Welche Antworten gaben nicht-westliche Kirchen- und Missionsleiter auf die vorgenannten drei Fragen, und wurden ihre Antworten von den weißen Europäern und Amerikanern gehört, die den Internationalen Missionsrat im Laufe seiner Geschichte leiteten?